# Amtsgericht Skaisgirren
Das Amtsgericht Skaisgirren (ab 1938 amtlich Amtsgericht Kreuzingen) war ein preußisches Amtsgericht mit Sitz in Skaisgirren, Ostpreußen.

## Geschichte
Das königlich preußische Amtsgericht Skaisgirren wurde mit Wirkung zum 1. Oktober 1879 als eines von neun Amtsgerichten im Bezirk des Landgerichtes Tilsit im Bezirk des Oberlandesgerichtes Königsberg gebildet. Der Sitz des Gerichtes war Skaisgirren. Aufgehoben wurde die Gerichtskommission Skaisgirren beim Kreisgericht Tilsit. Sein Gerichtsbezirk umfasste aus dem Kreis Niederung die Amtsbezirke Oschweningken, Parwischken, Groß-Skaisgirren, Wannaglauken und Teile der Amtsbezirke Ossingsen und Deumenen. Am Gericht bestand 1888 eine Richterstelle. Das Amtsgericht war damit neben dem AG Prökuls das kleinste Amtsgericht im Landgerichtsbezirk.
Im Jahre 1945 wurden der Amtsgerichtsbezirk unter sowjetische Verwaltung gestellt und die deutschen Einwohner vertrieben. Damit endete auch die Geschichte des Amtsgerichtes Skaisgirren.